# Jörg Sander (Fußballspieler)
Jörg Sander (* 3. März 1960) ist ein deutscher ehemaliger Fußballspieler, der in den 1970er und 1980er Jahren für die Betriebssportgemeinschaft Motor Hermsdorf in der DDR-Liga, der zweithöchsten höchsten Liga im DDR-Fußball aktiv war.

## Sportliche Laufbahn
Sein erstes DDR-Ligaspiel für Motor Hermsdorf bestritt Jörg Sander bereits als 17-Jähriger, als er am 12. Spieltag der Saison 1977/78 im Heimspiel gegen die BSG Kali Werra Tiefenort zu Beginn der zweiten Halbzeit für einen Mittelfeldspieler eingewechselt wurde. Nach drei weiteren Einwechslungen kam Sander in den drei letzten Punktspielen als Mittelstürmer über die volle Spieldauer zum Einsatz. Die Saison beendete Sander mit seinem ersten DDR-Liga-Tor am letzten Spieltag. Auch seine zweite DDR-Liga-Saison begann hoffnungsvoll, als er 1978/79 in den ersten drei Spieltagen wieder als Mittelstürmer eingesetzt wurde. Danach folgten aber nur noch zwei Einwechslungen. Am Ende der Spielzeit musste Sander mit seiner Mannschaft in die drittklassige Bezirksliga absteigen. Nachdem Motor Hermsdorf 1980 mit Jörg Sander die Bezirksmeisterschaft gewonnen hatte, kehrte die BSG umgehend in die DDR-Liga zurück. Auch in seiner dritten Saison in der DDR-Liga, gelang es Sander 1980/81 nicht, einen Platz in der Stammelf zu erreichen. In den 22 Ligaspielen kam er nur achtmal zum Einsatz, ohne eine Partie 90 Minuten lang durchzuspielen. Er erzielte aber seinen zweiten Punktspieltreffer. Nach einem weiteren Zwischenspiel mit Abstieg und sofortigem Wiederaufstieg absolvierte Jörg Sander 1982/83 seine letzte DDR-Liga-Saison. Unter dem neuen Trainer Lutz Lindemann gelang es Sander, sich doch noch als Stammspieler zu etablieren. Zunächst als Stürmer, in der Rückrunde im Mittelfeld spielend, fehlte er nur in zwei der 22 Ligaspiele und konnte sein Konto der DDR-Liga-Tore um weitere drei Treffer erhöhen. Am Ende der Spielzeit stieg Motor Hermsdorf zum dritten Mal ab und stieg danach nie wieder in die DDR-Liga auf. Jörg Sander, der in drei Spielzeiten 40 DDR-Liga-Spiele bestritten und fünf Tore erzielt hatte, blieb der BSG in der Bezirksliga noch bis 1990 erhalten.